# Atractuchus
Atractuchus là một chi bọ cánh cứng trong họ Belidae.